# Microdon mydas
Microdon mydas är en tvåvingeart som beskrevs av Mario Bezzi 1915. Microdon mydas ingår i släktet myrblomflugor, och familjen blomflugor.
Artens utbredningsområde är Uganda. Inga underarter finns listade i Catalogue of Life.